# Promoción cruzada
La promoción cruzada es una forma de promoción de mercadotecnia que se dirige a los clientes de un producto o servicio determinado con una promoción de un producto relacionado. Un ejemplo típico es el llevado a cabo por un marca; por ejemplo, la promoción de Oprah Winfrey en su programa de televisión de sus libros, revistas y página web. La promoción cruzada puede involucrar a dos o más empresas que trabajan juntas en la promoción de un servicio o producto, de una manera que beneficie a ambas. Por ejemplo, una red de telefonía móvil puede trabajar junto con un artista musical popular y empaquetar algunas de sus canciones como tonos de llamada exclusivos; esta promoción de tonos puede beneficiar tanto a la red como al artista. Algunas corporaciones importantes, como Burger King, tienen una larga historia de promoción cruzada con gran variedad de socios para sus regalos en los menús infantiles. Disney Channel también ha hecho un uso extensivo de la promoción cruzada. En ocasiones, las promociones cruzadas mal planificadas pueden ser contraproducentes de manera espectacular, como el fiasco de promoción de vuelos gratuitos de Hoover en 1992.
El comercadeo y cobranding son formas particulares de promoción cruzada.

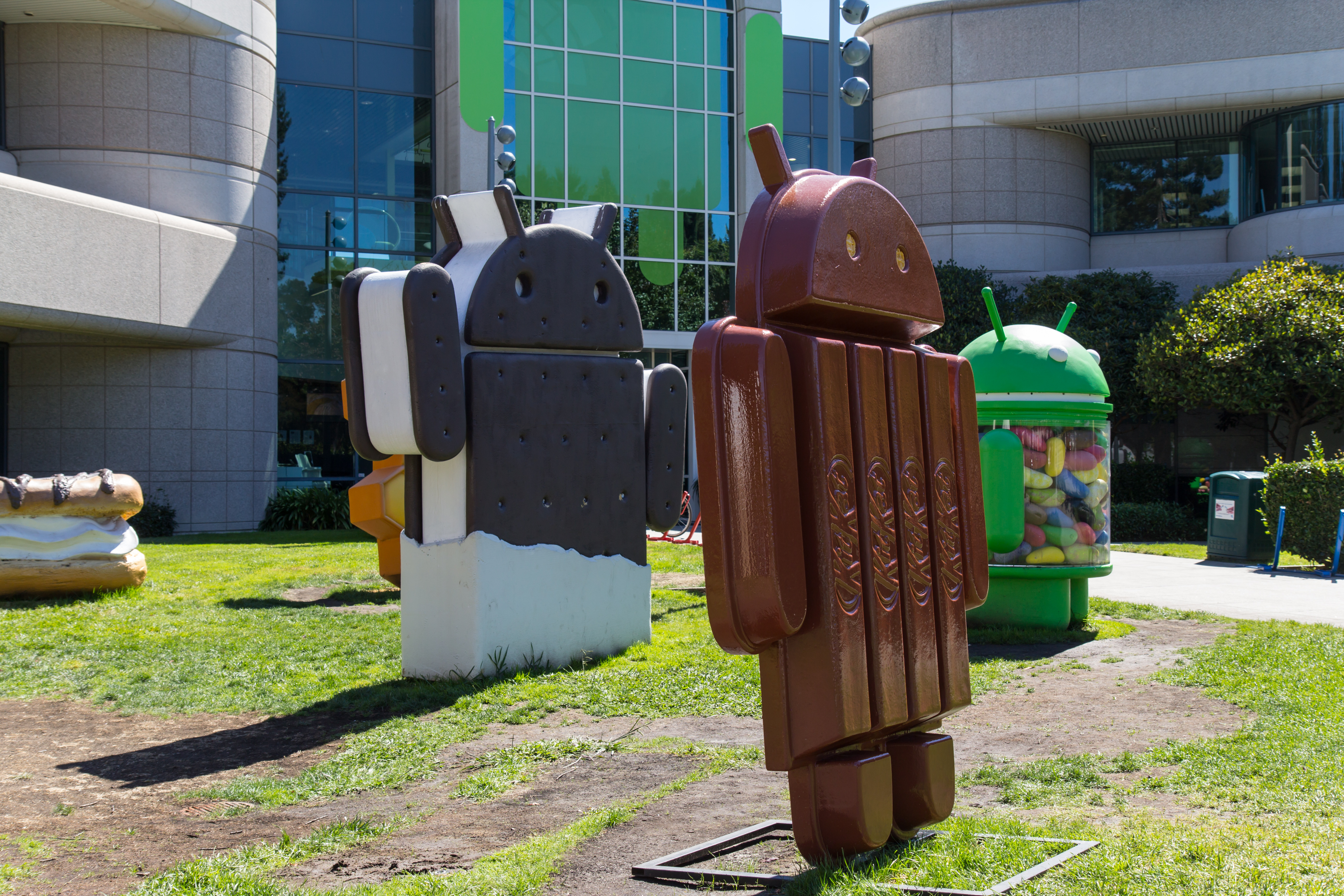
Escultura de Android 4.x, resultado de una promoción cruzada entre Google y Nestlé.

## Ventajas de la promoción cruzada
- Menor coste de la promoción.
- Situación de beneficio mutuo para ambas partes.
- La mercadotecnia de la promoción cruzada es una estrategia más fácil y, por lo general, más exitosa.
- Ambas empresas pueden promocionarse simultáneamente.

## Promoción cruzada en multimedia
Un estudio de 2001 del Project for Excellence in Journalism encontró que los medios de comunicación estadounidenses tienden a cubrir los bienes y servicios de su propia empresa con mucha más frecuencia que otros, pero declaran el vínculo solo el 15 % de las veces. Por ejemplo, CBS tenía casi el doble de probabilidades de vender productos Viacom que ABC y NBC juntas.
En Flat Earth News (2009), Nick Davies escribió que tanto Tiny Rowland como Robert Maxwell habían interferido regularmente con sus respectivos periódicos del Reino Unido para apoyar sus intereses comerciales. Private Eye, de Reino Unido, tiene una columna «I Sky» donde destaca la promoción cruzada de los periódicos del Reino Unido de News Corporation (The Sun y The Times), centrándose en las referencias a la red de televisión Sky.
Comcast se ha involucrado en estrategias de promoción cruzada, conocidas internamente como «Sinfonía» (con reuniones internas que generalmente presentan imágenes de Arturo Toscanini, quien dirigió la Orquesta Sinfónica de la NBC) para coordinar la promoción del contenido de NBCUniversal en todas sus propiedades.